# The Mother of All Demos

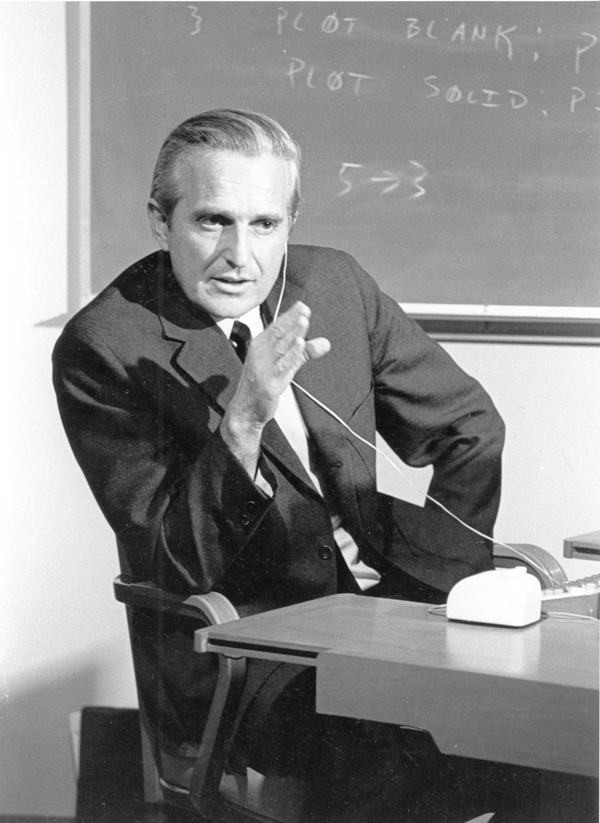
Douglas Engelbart, do SRI, treina para a “mãe de todas as demonstrações” de 9 de dezembro de 1968.

A Mãe de Todas as Demonstrações (Inglês: The Mother of All Demos) foi uma apresentação histórica de computação, nomeada retroativamente, que exibiu os desenvolvimentos do Augmentation Research Center do Stanford Research Institute (SRI). Ela foi realizada na Conferência Conjunta de Outono de Computadores da Association for Computing Machinery/Instituto de Engenheiros Eletricistas e Eletrônicos (ACM/IEEE Computer Society), em São Francisco, por Douglas Engelbart, em 9 de dezembro de 1968.
A demonstração ao vivo, com 90 minutos de duração, apresentou um sistema completo de hardware e software chamado oN-Line System ou, mais comumente, NLS. Esse sistema exibiu, pela primeira vez, diversos elementos fundamentais da computação pessoal moderna, incluindo janelas, hipertexto, gráficos, navegação eficiente e entrada de comandos, videoconferência, mouse, processamento de texto, vinculação dinâmica de arquivos, controle de revisão e um editor colaborativo em tempo real.
A apresentação de Engelbart foi a primeira a demonstrar publicamente todos esses elementos em um único sistema. A demonstração teve um impacto significativo e influenciou projetos semelhantes na Xerox PARC no início da década de 1970. Os conceitos e tecnologias apresentados também contribuíram para o desenvolvimento de sistemas operacionais com interface gráfica, como o Apple Macintosh e o Microsoft Windows, nas décadas de 1980 e 1990.

## Histórico
Grande parte do pensamento de Douglas Engelbart, que levou ao desenvolvimento do Augmentation Research Center [en] (ARC) e do sistema oN-Line, foi influenciada pela cultura de pesquisa da Segunda Guerra Mundial e do início da Guerra Fria. Uma de suas principais fontes de inspiração foi o artigo As We May Think, escrito por Vannevar Bush e publicado na revista The Atlantic. Engelbart leu esse artigo em 1946, enquanto trabalhava como técnico de radar da Marinha dos Estados Unidos nas Filipinas. Em sua visão, para que o conhecimento científico derivado da guerra fosse utilizado de maneira adequada pela sociedade, seria necessário um gerenciamento e uma regulamentação mais eficientes.

No livro From Counterculture to Cyberculture (Da Contracultura à Cibercultura), Fred Turner [en] explora essa perspectiva ao analisar os efeitos não intencionais da tecnologia no mundo pós-guerra:
Os militares dos Estados Unidos desenvolveram tecnologias capazes de destruir o mundo. Posteriormente, cientistas e tecnólogos passaram a aplicar seu conhecimento na tentativa de erradicar doenças e aumentar a produção de alimentos, muitas vezes com o objetivo de conquistar a lealdade de nações do Terceiro Mundo durante a Guerra Fria. Engelbart acompanhou esses esforços e percebeu que, em muitos casos, eles geravam consequências indesejadas. A rápida produção de alimentos resultava no esgotamento do solo, e a erradicação de insetos causava desequilíbrios ecológicos.
Essas reflexões contribuíram para a ideia de que os computadores poderiam ser usados não apenas para realizar cálculos, mas também para ampliar as capacidades cognitivas humanas.

## Demonstração

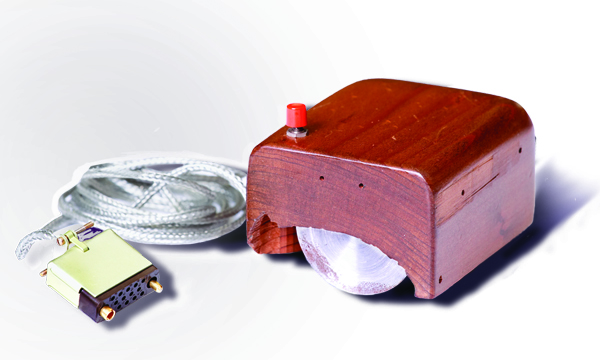
O primeiro protótipo de um mouse de computador, projetado por Bill English a partir de esboços de Douglas Engelbart.

No início da década de 1960, Douglas Engelbart reuniu uma equipe de engenheiros de computação e programadores no Augmentation Research Center (ARC), localizado no Stanford Research Institute (SRI) da Universidade de Stanford. Seu objetivo era transformar a computação, fazendo com que deixasse de ser apenas uma ferramenta para processamento numérico e se tornasse um meio de comunicação e recuperação de informações. Ele buscava concretizar a ideia de Vannevar Bush sobre a máquina Memex, um sistema interativo capaz de ampliar as capacidades intelectuais humanas.
Ao longo de seis anos, com financiamento da NASA e da DARPA, sua equipe integrou diversos elementos para viabilizar esse sistema computacional. A pedido do diretor da ARPA, Robert Taylor, o NLS fez sua primeira aparição pública na Fall Joint Computer Conference de 1968, realizada no Civic Auditorium, em São Francisco.
A apresentação foi realizada sob o título A Research Center for Augmenting Human Intellect (Um Centro de Pesquisa para Ampliar o Intelecto Humano). Cerca de 1.000 profissionais de computação estavam presentes no auditório. Entre os participantes notáveis da plateia estavam Alan Kay, Charles Irby [en],  Andries van Dam e Bob Sproull [en].
Engelbart, com o apoio de sua equipe distribuída geograficamente — incluindo Bill Paxton, com Bill English coordenando os aspectos técnicos —, demonstrou as funcionalidades do NLS. A apresentação utilizou um projetor de vídeo Eidophor [en], que exibiu a saída do sistema em uma tela de 6,7 metros de altura, permitindo que o público acompanhasse suas interações com o computador.
Os pesquisadores da Augment desenvolveram dois modems personalizados de 1200 baud — uma taxa considerada de alta velocidade para 1968 —, conectados por uma linha dedicada para transferir dados do teclado e do mouse da estação de trabalho no Civic Auditorium para o computador SDS 940 [en], localizado na sede do ARC em Menlo Park.
Para fornecer vídeo bidirecional ao vivo entre o laboratório e a conferência, foram utilizados dois links de micro-ondas. English também operou um switcher de vídeo, controlando o que era exibido na tela principal. O operador de câmera em Menlo Park foi Stewart Brand, mais conhecido como editor do Whole Earth Catalog. Ele aconselhou Engelbart e sua equipe sobre a apresentação. Engelbart e Brand se conheceram durante experimentos realizados em um laboratório que estudava os efeitos do LSD.
Durante a apresentação de 90 minutos, Engelbart utilizou um protótipo de mouse para navegar pela tela, destacar texto e redimensionar janelas. Foi a primeira demonstração pública de um sistema integrado para manipulação de texto na tela.
Em momentos específicos, seus colegas da Augment, Jeff Rulifson [en] e Bill Paxton [en], apareceram em outra parte da tela para editar o texto remotamente a partir do ARC. Enquanto trabalhavam, podiam visualizar a tela um do outro, conversar e se ver por meio de videoconferência. Engelbart também demonstrou que, ao clicar em um texto sublinhado, era possível acessar outra página de informações, ilustrando o conceito de hipertexto.

Ao final da demonstração, o público aplaudiu de pé. Para complementar a apresentação, foi organizada uma sala separada onde os participantes puderam interagir diretamente com as estações de trabalho do NLS e esclarecer dúvidas com Engelbart. O sistema NLS refletia a filosofia de "bootstrapping" promovida por Engelbart. Conforme descrito por Fred Turner no livro From Counterculture to Cyberculture (Da Contracultura à Cibercultura):
Engelbart desenvolveu uma abordagem de "bootstrapping", na qual cada transformação experimental do sistema sociotécnico do NLS realimentava o próprio sistema, impulsionando sua evolução e aprimoramento.

## Influência

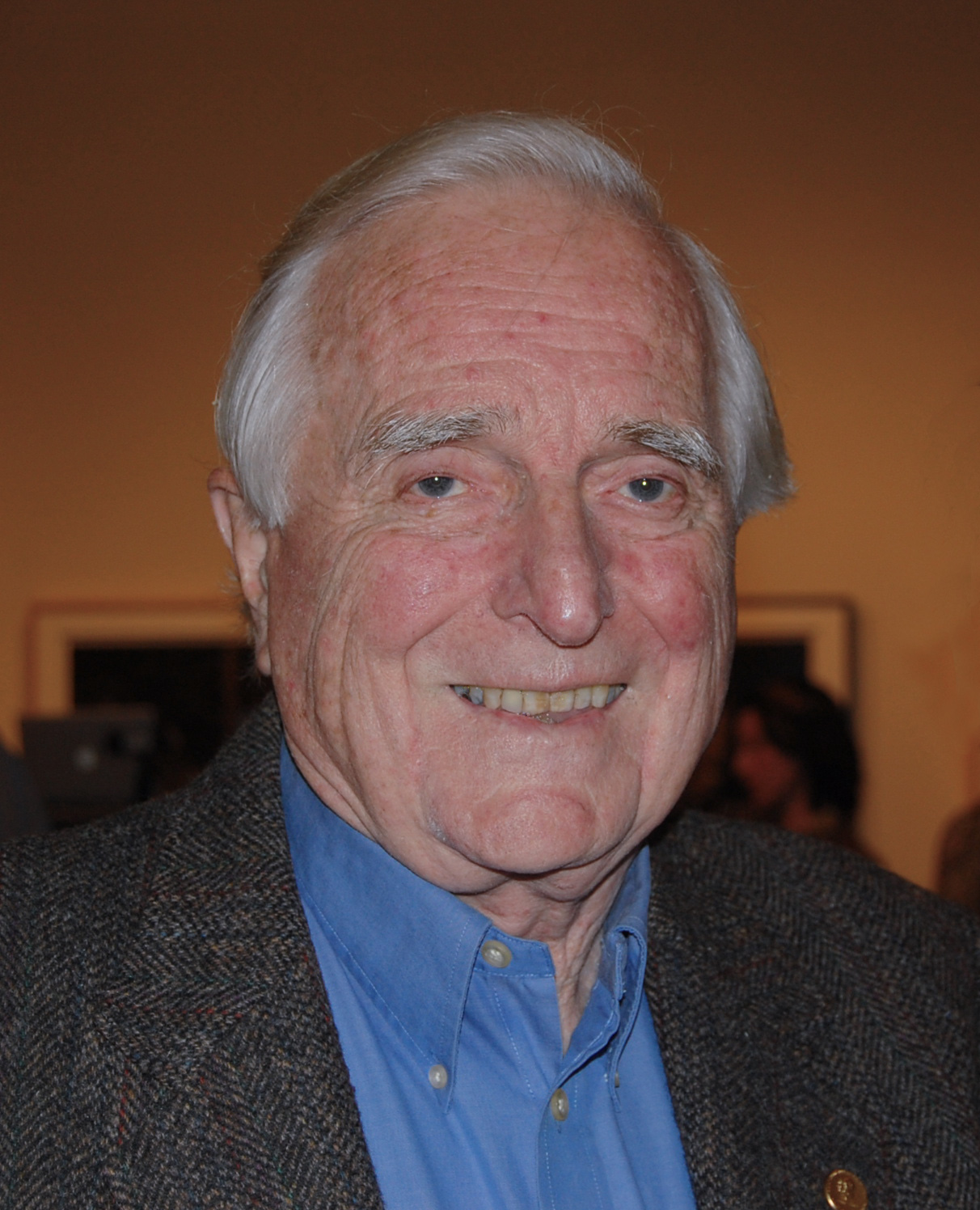
Douglas Engelbart em 2008, nas comemorações do 40º aniversário da A Mãe de todas as Demos em São Francisco.

Antes da demonstração, uma parte significativa da comunidade científica da computação via Douglas Engelbart com ceticismo, chegando a considerá-lo “um excêntrico”. No entanto, após a apresentação, ele foi descrito como alguém que estava “lidando com um raio com as duas mãos”. Andy van Dam, que trabalhava em um sistema semelhante desde 1967, ficou surpreso com o nível de maturidade do NLS. Durante a sessão de perguntas e respostas, abordou Engelbart com uma série de questionamentos. Após o debate, reconheceu que a demonstração foi “a melhor coisa” que já havia presenciado. Nos anos seguintes, van Dam se tornaria um dos principais nomes no ensino de computação gráfica na década de 1970. O impacto imediato da demonstração, no entanto, foi limitado. Van Dam relembrou essa recepção anos depois:
Todos ficaram maravilhados e acharam aquilo absolutamente fantástico, mas nada mais aconteceu. Quase não houve impacto. As pessoas achavam que era muito avançado e ainda estavam trabalhando em seus teletipos físicos, sem sequer terem migrado para os teletipos de vidro. Despertou o interesse de uma pequena e ativa comunidade de pesquisa, mas não teve impacto significativo no campo da informática como um todo.
No início da década de 1970, grande parte da equipe de Engelbart deixou o ARC e seguiu diferentes caminhos, com muitos integrantes se juntando ao Xerox Palo Alto Research Center (PARC). Entre eles estava Bill English, que aprimorou ainda mais o mouse. Robert Taylor, antigo apoiador de Engelbart na NASA e na ARPA, também se transferiu para o PARC. Outro participante da demonstração, Alan Kay, projetaria o ambiente de computação orientado a objetos Smalltalk enquanto trabalhava no centro de pesquisa.
Em 1973, o Xerox Alto foi lançado como um computador pessoal funcional, com uma interface semelhante à do terminal NLS demonstrado por Engelbart em 1968, mas com um design mais compacto e refinado. Com uma interface gráfica baseada no mouse, o Alto influenciaria diretamente Steve Jobs e o desenvolvimento do Apple Macintosh na década de 1980. Posteriormente, o sistema operacional Windows, da Microsoft, seguiria essa abordagem, adotando o uso do mouse com múltiplos botões, assim como no Alto e no NLS.
A influência de Engelbart atingiu seu auge na conferência de 1968, e ele foi lembrado ao longo da década de 1970 e parte da década de 1980 como o inventor do mouse e do hipertexto, tecnologias que seriam amplamente adaptadas pela Apple e pela Microsoft. No 30º aniversário da demonstração, em 1998, a Universidade de Stanford organizou uma conferência para celebrar sua contribuição visionária para a computação e para o desenvolvimento da World Wide Web. No 40º aniversário, a demonstração foi reconhecida como uma das mais importantes na história da computação.
Em 2015, o evento foi retratado na performance musical The Demo, composta e executada por Mikel Rouse [en] e Ben Neill [en], com estreia no Bing Concert Hall [en], em Stanford.